# .25 Stevens Short
El .25 Stevens Short fue un cartucho de rifle de percusión anular estadounidense, introducido al mercado en 1902.
Fue desarrollado por J. Stevens Arms &  Tool Company, estaba pensado para ser una variante menos potente y de menor costo del .25 Stevens. Inicialmente usó una carga de pólvora negra de 5 granos; más tarde reemplazada por pólvora sin humo. Se ofreció en rifles Stevens, Remington y Winchester, y también se podía usar en cualquier rifle .25 Stevens.
Era más potente que el .22 Short, y menos costosa, pero más costosa que el .22 Long Rifle y no ofrecía ninguna ventaja en el rendimiento. También era inferior a su cartucho principal. Como resultado, no llegó a lograr la popularidad esperada entre cazadores y tiradores.
El cartucho se descontinuó en 1942.